# Federico Pérez Rey
Federico Pérez Rey, conocido también como Federico Pérez, es un actor, guionista y monologuista español, nacido el 11 de septiembre de 1976.

## Trayectoria

### Televisión
Es uno de los rostros asiduos de las series de la Televisión de Galicia, habiendo intervenido en Padre Casares, Air Galicia, O show dos Tonechos, Libro de familia y Mareas vivas, entre otras.
Fue también guionista en las series Terra de Miranda, Pequeno Hotel, O rei da comedia, As leis de Celavella, Máxima audiencia, Zapping Comando y  O show dos Tonechos. Desde abril de 2011, da vida al personaje de Moncho en la serie de la TVG Era visto!.
Participó en el capítulo 8 de la tercera temporada de La Casa de Papel y en el capítulo 7 de la novena temporada de La que se avecina.

### Cine
En cine ha participado en las películas 18 comidas, Retornos, Mar Adentro, La memoria del agua y Los fenómenos.
'Los Amigos - La Pinícula.

## Filmografía

### Como actor

#### Televisión
- Mareas vivas (2000).
- Un paso adelante (2003). Como Serafín.
- Pepe Carvalho (2004).
- Libro de familia (2005).
- O show dos Tonechos (2005).
- Los hombres de Paco (2005).
- Pepe o inglés (2006).
- Air Galicia (2007-2009).
- Padre Casares (2008-2014). Como Josito Raña.
- U.C.O. (Unidad Central Operativa) (2007-2009). Como abogado.
- Piratas (2011).
- Matalobos (2011).
- Eduardo Barreiros, o Henry Ford galego (2011). Como Ramón.
- Era visto! (2011-2015). Como Moncho.
- Hospital Real (2015).
- Cuéntame cómo pasó (2016).
- La que se avecina (2016).
- Tiempos de guerra (2017). Como Guillermo.
- La casa de papel (2019).
- Néboa (2020). Como Moncho.
- A lei de Santos (2020-).
- El desorden que dejas (2020). Como Demetrio Araújo.
- Rapa (2023)

#### Cine
- Mar adentro (2004). Como condutor.
- 18 comidas (2010). Como Tuto.
- Retornos (2010). Como Miguel
- Outro máis (2011). Como Beni.
- Os fenómenos (2014). Como Canicova.
- Los Amigos - La Pinícula (2018). Como Domingo.
- A sombra da lei (2018). Como comerciante
- Trote (2018). Como Fran.
- Eroski Paraíso (2019). Como tío de Mazaricos.
- Cuñados (2021). Como Modesto

### Como guionista
- Terra de Miranda (2001).
- Pequeno Hotel (2001).
- O rei da comedia (2002).
- As leis de Celavella (2004-2006).
- Máxima Audiencia (2004).
- O show dos Tonechos (2005).
- Zapping Comando (2006).
- Padre Casares (2011).

## Galardones y nominaciones

### Premios Mestre Mateo
| Año  | Categoría                | Título      | Resultado |
| ---- | ------------------------ | ----------- | --------- |
| 2007 | Mejor actor protagonista | Air Galicia | Nominado  |
| 2010 | Mejor actor reparto      | 18 comidas  | Nominado  |
| 2011 | Mejor actor protagonista | Era visto!  | Nominado  |
| 2012 | Mejor actor protagonista | Era visto!  | Nominado  |
| 2013 | Mejor actor protagonista | Era visto!  | Nominado  |
| 2015 | Mejor actor protagonista | Era visto!  | Nominado  |
| 2019 | Mejor actor de reparto   | Trote       | Ganador   |